# Presó Pul-e-Charkhi
La Presó Pul-e-Charkhi (persa: زندان پل چرخی), també coneguda com el Centre d'Internament Nacional Afganès, és la presó més gran de l'Afganistan. Està situada a l'est de Kabul, i cap al 2018, posseïa més de 5000 presoners. La construcció de la presó va començar durant la dècada de 1970, sota la presidència de Mohammed Daud Khan, i va finalitzar al voltant de la dècada de 1980. Va començar a tenir notorietat en ser usada com a centre de tortura i execucions després de la Revolució de Saur, així com durant els deu anys que va abastar la Guerra afganosoviètica, entre 1978 i 1988. Algunes persones afirmen que entre abril de 1978 i desembre de 1979, membres del Partit Democràtic Popular de l'Afganistan sota el règim comunista de Nur Muhammad Taraki, van dur a terme l'execució de 27 000 presoners polítics en Pul-i-Charkhi. La 111.ª Divisió Cabdal de l'Exèrcit Nacional Afganès està establert en les rodalies de la presó Pul-e-Charkhi.
Amb l'ajuda del Cos d'Enginyers de l'Exèrcit dels Estats Units, la presó ha estat renovada en anys recents. El 2007, l'exèrcit estatunidenc va començar a transferir a alguns dels seus detinguts de la Base Aèria de Bagram cap a la presó Pul-e-Charkhi. Cap a gener del 2008, fins a 125 detinguts del Centre d'Internament de Bagram i 32 detinguts del Centre de detenció de Guantánamo havien estat transferits cap a Pul-e-Charkhi. A això li va seguir la transferència d'uns 250 detinguts més.

## Història

### 1978–1986

#### Fosses comunes
Al desembre del 2006, es va descobrir una fossa comuna en les rodalies de la presó Puli-e-Charkhi, per part de membres de la Força Internacional d'Assistència per a la Seguretat, el qual data de l'època comunista. Es creu que la tomba posseeix més de 2000 cadàvers. Funcionaris del Ministeri d'Informació i Cultura de l'Afganistan creuen que la massacre va ser realitzada entre 1978 i 1986, quan hi havia governants sota el suport de la Unió Soviètica, és a dir, durant els governs de Nur Muhammad Taraki, Hafizullah Amín i Babrak Karmal.

### 2001–2009

#### Condicions de vida
Les condicions dels presoners han estat criticades per diverses organitzacions de drets humans, que han ressaltat que està superpoblada i que les condicions de vida són inferiors a la mitjana. Hi havia vuit cel·les de les quals només tres estaven sent utilitzades, la qual cosa generava condicions d'amuntegament.
També hi ha més de 70 presoneres, les quals estan empresonades en una secció exclusivament per a dones a la presó.

#### Motins i fugides
Al desembre del 2004, presoners estrangers van atacar als guàrdies amb fulles d'afaitar. Posteriorment es va realitzar un tiroteig, en el qual van morir quatre presoners (tres pakistanesos i un iraquià) i quatre policies afganesos.
Al gener del 2006, set presoners van fugir en barrejar-se amb els visitants. Un mes després i amb relació a la fugida del gener, es va deslligar un motí després que la presó apliqués una política que obligava als presoners a fer ús d'una vestimenta de color taronja, amb la finalitat d'evitar futures fugides. Al febrer del 2006, un nou motí va provocar la mort de sis persones i 22 ferits, segons el Comitè Internacional de la Creu Vermella. Els rebels van usar armes improvisades per atacar als guàrdies, després van calar foc als mobles i van trencar portes i finestres. Finalment van prendre control d'una àrea de la presó, i la van mantenir durant diversos dies. El motí va finalitzar cap a principis de març.
El 16 de març del 2008, després d'una disputa de dues setmanes sobre unes detencions realitzades després d'un fallit intent de fugida, els presoners es van amotinar i van prendre diverses parts de l'edifici. Es van sentir trets dins de l'edifici i els reus van afirmar haver segrestat a dos membres de l'Exèrcit Nacional Afganès. Els presoners van amenaçar amb assassinar als ostatges de l'exèrcit si no enviaven mediadors per resoldre el conflicte.

#### Renovació i expansió

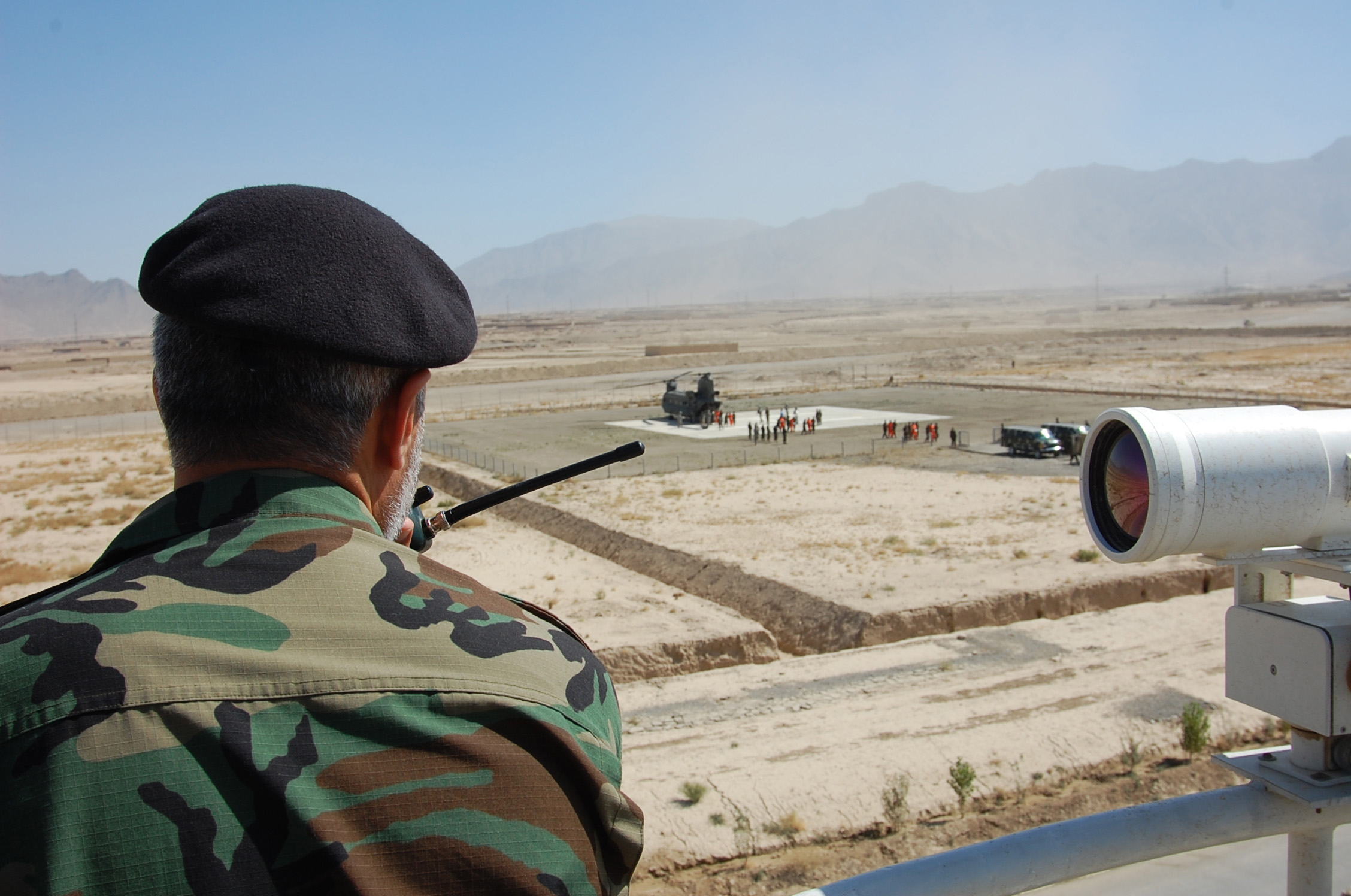
Presoners sent transferits des del Centre d'Internament de Bagram de Bagram cap a la presó Pul-e-Charkhi, 2008.

En reiterades ocasions, Estats Units ha anunciat el tancament definitiu del Centre de detenció de Guantánamo, a Cuba. Per això, s'ha plantejat traslladar la majoria dels captius detinguts en detenció extrajudicial a Guantánamo i al seu Centre de Detenció de Parwan a la custòdia afganesa.
El pla inicial requeria reduir la quantitat màxima de presoners per cada bloc de cel·la, reduint de vuit a solament dos blocs. Per motius de seguretat, cada cel·la estaria equipada amb el seu propi lavabo, substituint el mètode insegur de deixar que tots els captius abandonin les seves cel·les i comparteixin un únic lavabo al final de cada bloc de cel·les.
Sota aquest pla inicial, la modernització d'aquesta ala de la presó costaria 20 milions de dòlars i podria comptar amb una capacitat màxima de 670 presoners. No obstant això, després d'un recorregut en les instal·lacions durant aquesta modernització, es va determinar que, per raons culturals, no podia esperar-se que els reus compartissin un mateix bany amb un altre home. La modèstia cultural afganesa no podria permetre que un captiu usés un bany mentre un altre home estigui present, per la qual cosa es va reduir la capacitat de les instal·lacions modernitzades a la meitat.
El 6 de maig del 2007, dos soldats estatunidencs, el coronel James W. Harrison Jr. i el sergent major Wilberto Sabalu, que formaven part de l'equip de supervisió, van ser assassinats a tirs per un dels guàrdies de la presó. Això va forçar a un retard en la construcció, ja que tots els guardies van ser sotmesos a nous controls de seguretat. Finalment, es va generar una controvèrsia dins del govern afganès, per veure quin ministeri havia de ser el responsable del procés de modernització de la presó.
Cap al gener del 2008, 32 reus del Centre de Detenció de Guantánamo i 125 presoners del Centre d'Internament de Bagram van ser transferits cap a la Presó Pul-e-Charkhi. El Centre de Drets Constitucionals ha reportat que tots els afganesos repatriats cap al seu país des d'abril del 2007 van ser enviats a la presó Pul-e-Charkhi.
Al febrer del 2009, un equip de la cadena de televisió britànica Channel 4 va visitar l'ala dirigida pels estatunidencs. Cap al setembre del 2009, Estats Units havia transferit prop de 250 ex-presoners del Centre de Detenció de Guantánamo cap a la presó Pul-e-Charkhi, sovint davant del xoc dels seus familiars, segons Human Rights First.

### 2021–present
El 15 d'agost de 2021 els insurgents talibans van prendre la presó després de la captura de Kabul. Una de les primeres mesures que van adoptar va ser l'alliberament de presos, incloent a molts dels seus companys. Com a nou director general de presons afganeses es va nomenar a Abdul·lah Khaqiq, el qual va manifestar que «fa uns vint dies que hem tornat a posar en marxa aquesta presó i les de la resta del país». Les primeres dones que els talibans van ingressar al centre d'internament van ser la Razia, la Salima, la Muxda i una que va voler restar a l'anonimat per haver fugit dels seus respectius marits. En un inici, dues d'elles estaven en una casa d'acollida per a dones maltractades però el nou règim va clausurar aquests centres de suport a la dona.